# Reação cruzada
Em imunologia, trata-se de uma reação não proposital entre antígeno-anticorpo, em que o anticorpo se liga em um antígeno para o qual não foi especificamente produzido, pois este possui epítopos similares. Nesses casos, é possível haver a reação de anticorpos para antígenos sem haver exposição prévia.
Por exemplo, na brucelose, uma importante doença zoonótica que acomete principalmente o gado, existe reação cruzada algumas cepas de Yersinia enterocolitica pela sua semelhança antigênica com a Brucella abortus, principal agente causador da doença. Assim existe a possibilidade de acusar um resultado falso-positivo em testes sorológicos nessa doença, resultando em um abate sanitário desnecessário. 
As reações transfusionais são outro exemplo importante da reação cruzada, pois através da ingestão de alimentos ou bactérias, podemos receber antígenos que podem ser reconhecidos pelo sistema imunológico, por possuir epítopos similares e assim reagindo contra hemácias na primeira transfusão sanguínea.
Entretanto, a imunidade cruzada oferece uma defesa inicial, mesmo sendo o primeiro contato com esse agente. Por exemplo, a leptospirose pode ser causada por diversas cepas bacterianas, enquanto que a vacina para cães (V10) possui apenas quatro sorotipos (L. icterohaemorrhagiae, L. canicola, L. grippotyphosa e L. pomona), caso o animal seja infectado com algum outro sorotipo, pode ocorrer a reação cruzada auxiliando na resposta contra a infecção.